# ЕЛ2
Электровоз ЕЛ2 — промышленный электровоз постоянного тока, строившийся в ГДР на локомотивостроительном заводе Hans Beimler для предприятий Советского Союза.

## История
Электровозы ЕЛ2 (EL2) строились параллельно электровозам серии ЕЛ1 и имеют множество общих деталей конструкции и оборудования. Основное отличие серии ЕЛ2 в том, что локомотивы имеют 4, а не 6 осей.
Всего с 1957 по 1967 гг для нужд СССР было построено 230 электровозов ЕЛ2.
Локомотивы данной серии по настоящий момент (на 2021 год) работают на путях промышленных предприятий, в карьерах и т. д.
В России их можно встретить на Бакальском рудоуправлении и на Магнитогорском металлургическом комбинате.
Электровозы серии EL2 строились в ГДР не только на экспорт в СССР, но и по заказам предприятий самой ГДР и других стран Восточной Европы. Европейские электровозы отличались шириной колеи, напряжением постоянного тока контактной сети и рядом деталей конструкции. Локомотивы серии EL2 работают в Европе и по настоящий момент (на 2021 год). В Германии с 1999 года проводится их постепенная модернизация с установкой электронного оборудования системы централизованного управления тягой, торможением и работой вспомогательного преобразователя, сменой пневматической системы и электрических кабелей.

## Конструкция
Кузов электровоза с несущей рамой опирается на две двухосные тележки сварной конструкции. Кабина машиниста расположена в центральной части кузова.
Колёсные пары, буксы, тяговые редукторы и электродвигатели (GBM-350), мотор-компрессоры, быстродействующий выключатель, аккумуляторная батарея, электрическая схема ТЭД и контроллеры машиниста идентичны электровозам серии ЕЛ1.
На электровозе предусмотрено применение реостатного и пневматического торможения (каждая тележка имеет два тормозных цилиндра со своими воздухораспределителями).
В 1964 году были выпущены два электровоза с возможностью управления не только своими ТЭД, но и электродвигателями, установленными на прицепном думпкаре массой 75 т и грузоподъёмностью 45 т. Тележки и ТЭД вагона не отличались от самого электровоза. Электродвигатели думпкара охлаждались только за счет самовентиляции, поэтому при движении с порожними вагонами и на горизонтальных участках пути они выключались.
Масса электровоза — 100 т.